# Martin Jahn (Künstler)
Martin Jahn (* 10. November 1898 in Potsdam; † 6. Juli 1981 in Darmstadt) war ein deutscher Maler, Zeichner und Kunstpädagoge.

## Werdegang
Martin Jahn war der Sohn eines Potsdamer Kunstschlossers, der auch zu Arbeiten für das schmiedeeiserne Gitter um das Berliner Stadtschloss herangezogen wurde. Nach der Schule arbeitete er in einer Kunstschlosserei, dann in einer lithographischen Anstalt. Von 1916 bis 1919 besuchte er die Staatliche Kunstschule zu Berlin, die Zeichenlehrer im Sinne des Naturalismus ausbildete, legte dort das Staatsexamen ab und entschloss sich, sein Studium nach der Referendarzeit in Potsdam und Berlin am 1919 von Walter Gropius gegründeten Bauhaus Weimar fortzusetzen. Er wurde zum Wintersemester 1920 dort aufgenommen.

### Studierender am Bauhaus Weimar
Martin Jahn absolvierte die Vorlehre bei Johannes Itten und wurde danach in der Metallwerkstatt ausgebildet, die nacheinander unter der künstlerischen Leitung von Johannes Itten, Paul Klee und László Moholy-Nagy stand, und nahm Anregungen von Lyonel Feininger auf.
1923 legte er vor der Handwerkskammer Weimar seine Gesellenprüfung als Silberschmied ab.
Die Abbildung seines Gesellenstücks, einer Mokkakanne aus Bronze, ist in jedem Standardwerk über das Bauhaus enthalten. Jahn allerdings hat später nie wieder mit Metall gearbeitet, sondern sein künstlerisches Talent ausschließlich dem Malen und Zeichnen gewidmet. Das Bronzekännchen gehört heute zur Sammlung des Bauhaus-Museums Berlin, ebenso wie eine Reihe von Zeichnungen, die in Ittens Vorlehre entstanden. Jahns herausragendes Zeichentalent war offensichtlich: Bereits in seinem Aufnahmesemester wurde er mit der Einladungsgestaltung zur Einweihung von Haus Sommerfeld betraut, dessen Architekt der Bauhaus-Direktor Walter Gropius war. Der beurteilte Jahn in einem „Zeugnis“ von 1925:
„Seine Begabung lag im besonderen auf der künstlerischen und vor allem auf der zeichnerischen Seite. Diese zeichnerische Begabung war so hervorragend, dass er zum Teil den Professoren des Instituts als Assistent Hilfe leistete.“
Martin Jahn schrieb später über seine Bauhaus-Zeit:
„Vom Arbeitsrat für Kunst herausgegeben, erschien eine Art Flugblatt mit Aufrufen von Künstlern. Einer dieser Aufrufe war von Walter Gropius. Er proklamierte, dass Kunst nicht lehrbar sei; daß man nur das Handwerk erlernen könne, und daß nur in begnadeten Augenblicken aus dem Handwerk Kunst entstehen könne. Und als Gropius in Weimar eine Schule gegründet hatte, die dem Grundsatz huldigte, dass das Handwerk das Fundament der Ausbildung sein muss und ich noch dazu erfuhr, dass der Maler Lyonel Feininger an dieser Schule ‚Meister‘ war, da war es für mich eine beschlossene Sache, dass ich nach Ablegung meines Kunsterzieher-Examens und meiner Referendarzeit nach Weimar ging. Diese Schule hieß das ‚Staatliche Bauhaus‘.
Ich war nach Weimar gegangen, um mit Feininger in Kontakt zu kommen; aber man konnte am Bauhaus sich nicht den Lehrer wählen, zu dem man sich am stärksten hingezogen fühlte. Das Erlernen eines Handwerkes war ja die Grundlage des Bauhauses; und so hatte man nur die Freiheit der Wahl einer Werkstatt. Jede Werkstatt hatte einen Werksmeister, der für die Ausbildung im Handwerklichen verantwortlich war. Jede Werkstatt hatte aber außerdem einen Formmeister, der den ‚Bauhäuslern‘ in Bezug auf die künstlerische Formgebung der Werkarbeiten beratend zur Seite stand. Diese Formmeister wechselten von Zeit zu Zeit. Während ich in der Metallwerkstatt arbeitete, war die Werkstatt nacheinander Itten, Klee und László Moholy-Nagy unterstellt. (…) Doch im Laufe der Zeit wandelte sich vieles, auch am Bauhaus. Ich spürte immer stärker, dass mein eigentlicher Platz nicht die Metallwerkstatt, sondern der Zeichentisch war. (…) Ich zog die Konsequenzen und verließ 1924 das Bauhaus.“

### Leben und künstlerisches Werk nach 1924
Ab 1924 unterrichtete Martin Jahn Kunst an Gymnasien in Thüringen: kurzzeitig in Arnstadt, von 1924 bis 1930 in Weida (1928 Heirat mit Mathilde Schlafke, 1929 Geburt der Tochter Judith, spätere Apel), ab 1930 bis 1947 in Saalfeld (1936 Geburt des Sohnes Jörg-Wolfgang) – mit Unterbrechung durch seine Tätigkeit an der Deutschen Schule in Rom. 1948 übersiedelte Martin Jahn ins Ruhrgebiet und verdiente seinen Lebensunterhalt als Kranführer, bis er seine Familie in Gummersbach wiedervereinen konnte. Hier wirkte er als Kunsterzieher am Städtischen Jungen-Gymnasium bis zu seiner Pensionierung 1963. Er war Mitbegründer der Gemeinschaft Oberbergischer Künstler, Dozent an der Volkshochschule und beteiligt an vielen Ausstellungen. Für das Gymnasium entwarf er 1962 – als Ehrenmal für die gefallenen Schüler – ein Glasfenster mit dem Titel „Die Trauernde“. 1974 zog Martin Jahn mit seiner Frau nach Darmstadt, wo er 1981 starb.
Neben seiner Tätigkeit als Kunsterzieher hat Jahn ein umfangreiches malerisches und zeichnerisches Werk geschaffen.
„Von den Arbeiten, die während seiner Tätigkeit als Kunsterzieher und bei Auslandsaufenthalten entstanden sind, (…) ist der größte Teil nach der Übersiedlung des Künstlers in den Westen in Thüringen verschollen, wenn nicht gar zerstört worden. Die geretteten Arbeiten (…) zeugen von figürlich-gegenständlicher Erfassung der Motive und einer Gestaltung in der Tradition des Expressionismus wie auch der neuen Sachlichkeit. Die Freiheit zu abstrakten bildnerischen Manifestationen hat sich Martin Jahn erst im Westen genommen. In seinen Kompositionen baut er spannungsvolle Gegensätze auf und hält sie in der Balance, unterstützt durch eine zeichnerische Virtuosität, die vielfältigen Ausdruck ermöglicht. So sind im gestalterischen Ansatz nach 1950 Spuren seiner Ausbildung am Bauhaus ebenso erkennbar wie solche der informellen und konstruktiven Strömungen der Zeit.“
„Ab 1974 wendet sich Jahn besonders dem Zeichnen mit Graphit zu und findet ganz neue Wege.
Die Zeichnungen sind zunächst geprägt von Jahns typischem, makaber-frechen Humor, Spaß am Detail und einem zuweilen kritischen Blick auf die Ästhetik seiner Umgebung. Es entsteht ein Stil, den man als ‚skurrilen Surrealismus‘ bezeichnen könnte.
In einer ersten Phase gestaltet Jahn im Zeichen der ‚ökologischen Krise‘ mit zynisch-kritischem Humor Szenerien seiner Umgebung. Hier sind Ruinen oder Wohnblocks zu sehen, eine alte, vergessene Puppe liegt zerfetzt zwischen den Trümmern. An einer trostlosen Betonmauer, umgeben von zerstörter Natur, klebt noch ein Fetzen einer früheren Werbung.
In einer folgenden großen Serie macht Jahn sich mit Spaß daran, mittels der Sprache seines sophistizierten, selbst ins Skurrile gehenden Zeichenstils, die Vergänglichkeit in den kleinen Dingen aufzuspüren; er entdeckt dort die feinen Strukturen ihrer Überreste: Man sieht vertrocknete Blüten, Knochenreste, knorrige, alte Traubenstengel, einen krummen Nagel in der Wand, an welchem noch ein Stück abgerissener Faden hängt oder auch Steine, die zu Megalithen werden, indem sie mit ihrer zum Anfassen scheinenden, realistischen Struktur die ganze Bildfläche ausfüllen. Es ist ganz offensichtlich, dass sich der alternde Künstler, mit Humor einerseits und einer wehmütigen Ehrfurcht andererseits, mit der Vergänglichkeit des Lebens auseinandersetzt. Doch die beeindruckendsten, aber erschütternden Sujets sind tote, seelenlose Landschaften, in denen nicht zu identifizierende, skurrile Überreste längst vergangenen Lebens sich bis zum Horizont erstrecken, an welchen ein Himmel grenzt, der in alle Ewigkeit dunkel bleibt.
Für die Zeichnungen der letzten Schaffensjahre ist eines bezeichnend: Mehr und mehr löst Jahn die Gegenstände aus ihrem Kontext und damit ihrem Sinnzusammenhang. Sie tauchen wie fremde Wesenheiten aus einem dunklen Hintergrund empor. In seinen allerletzten Bildern treibt er diese Verfremdung dann konsequent auf die Spitze: Hier geht es ihm überhaupt nicht mehr um die Gegenstände selbst, sondern nur noch um deren vollkommen isolierte Struktur. Wenn man Abstraktion im weiten Sinne versteht als Freisetzung des Wesentlichen vom Kontingenten, dann kann man sagen, dass Martin Jahn mit diesen Bildern seinen eigenen Weg zur Abstraktion gefunden hat. Zu sehen sind nur noch Formen feinst gezeichneter Strukturen.“

### Kunstlehrer Martin Jahn
An Martin Jahns Kunstunterricht einer Mittelstufen-Klasse am Städtischen Jungen-Gymnasium (später Gymnasium Moltkestraße, heute Lindengymnasium) Gummersbach gegen Ende der 1950er Jahre erinnert sich ein ehemaliger Schüler:
„Martin Jahn war eher klein von Gestalt, hager und hatte ein scharf geschnittenes, bleiches Gesicht mit tiefen Mundfalten. Beim Unterricht trug er stets einen weißen Kittel. Seine Bewegungen waren schnell, manchmal wie fahrig. Letzteres täuschte, wie man feststellen konnte, wenn man ihn einmal zeichnen sah, etwa, wenn er eine Schülerarbeit korrigierte. Dann warf er genau sitzende Striche nur so aufs Blatt, es war faszinierend.
Aber er hat nie etwas ‚vorgezeichnet‘. Wir sollten nichts nachahmen, sondern Eigenes produzieren. Er vermittelte die Techniken – soweit die dürftige Sachausstattung und unser mehr oder weniger eingeschränktes Talent bzw. Interesse es zuließen.
Das Unterrichtsfach hieß schon damals ‚Kunst‘. Jahre später schrieb er in einem Brief: „(…) sprechen Sie mich sogar als ‚Künstler‘ an. Wissen Sie, ich bin in gewisser Beziehung sehr unmodern und halte es mit Philipp Otto Runge, daß nur eitle oder dumme Menschen sich ‚Künstler‘ nennen können. Und in leichter Abwandlung eines Ausspruchs von Dürer: ‚Und was die Kunst ist, das weiß ich nicht!‘“
Der Künstler Martin Jahn mag manche sarkastische Bemerkung über ‚Kunst‘ in der Schule unterdrückt haben. In sarkastischen Bemerkungen war er ähnlich treffend wie im Zeichnen. Als durch ein Malheur bei dem Aquarell-Thema ‚Graue Häuser‘ in den Hintergrund-Himmel rote Farbe hineingelaufen war und, um das Werk zu retten, von einem abendlichen Hochofenabstich phantasiert wurde, verwies er diese ‚expressionistische‘ Anwandlung. Als wir den Himmel mit fliegenden Vögeln in der bekannten nachlässigen V-Form anreicherten, machte er uns darauf aufmerksam, dass es ‚Chiffren‘ unter den Möchtegern-Malern gebe, die nur existierten, weil man sich über ihre Bedeutung verständigt habe. Das enthebe den Maler der Aufgabe, einen fliegenden Vogel genau anzusehen. Und er stellte sich vor die Tafel, ihr den Rücken zuwendend, und demonstrierte die rationelle Produktion derartiger Vogelchiffren. Sarkastisch wurde er auch bei bestimmten Bildmotiven, die durch allzu häufige Wiederholung einfach unmöglich geworden seien, ‚als da sind: Sonnenaufgänge, Sonnenuntergänge …‘
Er wurde nicht müde, zum genauen Hinsehen aufzufordern. ‚Graue Häuser‘: ‚Es gibt nicht ein Grau!‘ – Genauigkeit forderte er in jeder Hinsicht, auch für das Bildmotiv. Der Schiffer an der Ruderpinne musste so sitzen, dass er das Boot tatsächlich steuern konnte.
Aufgaben wählte er so, dass sie und die einzusetzenden Techniken Erfolge auch solchen Schüler ermöglichten, die sich für das Fach längst aufgegeben hatten. Für eine der ersten Übungen mussten wir einen Radiergummi in Schrägsicht zeichnen, und zwar mit sinnlich fettschwarzem Stift. Eine überschaubare Sache, an der man doch allerhand lernen konnte, und die gleichsam narrensicher war: Auch im dürftigsten Ergebnis erkannte man das Sujet. Schüler, von sich überzeugt, ‚ich kann nicht malen‘, bekamen erstmals Spaß an dem Fach.
Das Sehen lehren und nicht überfordern; bescheiden anfangen lassen und doch zu Erfolgen verhelfen: Das scheint Martin Jahns didaktisches Prinzip gewesen zu sein. Er hatte eine Kiste mit allerlei wertlosem Material: zerfaserte Bindfäden, Baumrinden, grobe verbogene, rostige Nägel, verwitterte Holzklötze. Was jedes dieser Dinge auszeichnete, war eine ausgeprägte, charakteristische Struktur und Textur. Jedes war eine Zeichenstudie wert, und dazu diente es. So wurde klar, dass ein Bindfaden mehr ist als eine sich schlängelnde Linie auf dem Zeichenblatt. Dass Holz als solches auch in einer Bleistiftzeichnung erkennbar gemacht werden kann (nicht ‚braun‘ sein musste). Dass es auch ohne Bildzusammenhang (ohne Balken eines Hauses zu sein) identifizierbar ist. Jahn begnügte sich nicht damit, uns die ‚Chiffren‘ zu nehmen, sondern zeigte uns die Mittel, auf sie verzichten zu können. – Doch die Bildmotive hatten nichts Repräsentatives. Im Kunstunterricht wurden keine fertigen Kunstwerke hergestellt.
Der enorm bescheiden auftretende Martin Jahn hatte nichts von anmaßender Künstlerattitüde oder von der Haltung des ‚verkannten Künstlers‘. Verkannt war er sicher in seiner Umgebung, wo auch ‚Gebildete‘ kaum etwas vom Bauhaus wussten geschweige denn davon, wer dort Jahns Lehrer gewesen waren.
In den fünfziger Jahren hatte so mancher Lehrer noch einen Kommisston im Umgang mit Schülern. Jahn verkörperte ein anderes Preußentum. Er war Werber für das Karge und für das Genaue, jemand, der Demut als Größe begriffen hat. Die Kargheit seiner Bildmotive entsprang wohl nicht nur didaktischer Absicht. Seine eigenen Arbeiten zeigen, dass er gerade von scheinbar anspruchslosen Dingen wie etwa Baumrinden fasziniert war. So hat er im Unterricht damals mehr von sich preisgegeben, als seine Schüler ahnen konnten.“
Der Philosoph Jürgen Habermas, Abiturient des Jahres 1949 am selben Gymnasium, erinnert sich in der nachfolgenden Reminiszenz aus gegebenem Anlass an den Kunstunterricht bei Martin Jahn:
„Während meiner Schulzeit war der Schlüssel zur Moderne die bildende Kunst, vor allem die Malerei. Meine Bildung in klassischer Moderne verdankte ich dem glücklichen Umstand, dass unser Zeichenlehrer Martin Jahn, der selber malte, der Meinung war, er habe unsere Klasse zwei Jahre vor dem Abitur leider zu spät übernommen, um mit uns noch etwas Vernünftiges anzustellen, eben in die Praxis des Zeichnens einzuüben. Daher müssten wir uns mit dem Ersatzpensum eines kunsthistorischen Überblicks über moderne Malerei begnügen. Tatsächlich war er auch darin sehr gut. Er arbeitete vor uns das differenzierte Geflecht einer mit Courbet und Corot beginnenden Moderne aus, wobei er mich zu einer Arbeit über den Hiob von Barlach ermutigte. Jahn machte uns auch mit dem Bauhaus vertraut, an dem er selbst einst gearbeitet hatte. Architektur und Industriedesign waren ‚angewandte‘, aber ‚konstruktive‘ Ausdrucksformen, die mich - ähnlich wie die Dramenliteratur - besonders anzogen. Auf längere Sicht hat mich auch in der Malerei das Experimentelle und die von den kubistischen Anfängen ausgehende konstruktivistische Linie stärker interessiert, als die Begeisterung für den deutschen Expressionismus zunächst erwarten ließ. Keine schlechte Vorbereitung auf Adornos erst posthum erscheinende ästhetische Theorie.“

## Ausstellungen ab 1976
- 1976 Darmstadt, Kunstwerkstatt (Zeichnungen)
- 1978 Darmstadt, Kunstverein, Kunsthalle (Zeichnungen; mit Edward Mayer und Fritz Vahle)[5]
- 1982 Berlin, Bauhaus-Archiv („Die Metallwerkstatt am Bauhaus“, Beteiligung)
- 1983 Darmstadt, Saalbau-Galerie (Zeichnungen)
- 1992 Remchingen-Nöttingen, Alter Pfarrsaal („Landschaften“)
- 1993 Saalfeld/Saale, Heimatmuseum im Franziskanerkloster („Malerei und Grafik“)
- 1994 Gummersbach, Rathaus (Malerei)
- 1998 Tübingen, Galerie Veronika Burger, Galerie am Pfleghof („Zum 100. Geburtstag von Martin Jahn, Zeichnungen, Gouachen, Collagen“)[6]
- 1998 Bad Saulgau, Städtische Galerie Fähre, „Zum 100. Geburtstag – Malerei und Zeichnungen“
- 2004 Wiesbaden, Kunst in der Praxis (Zeichnungen)
- 2005 Melbu (Norwegen), Hadsel Kunstforening
- 2012 London, Barbican Art Gallery („Bauhaus: Art as Life“, Beteiligung)[7]
- 2014 Kassel, Musikakademie „Louis Spohr“ („Kontraste“, Malerei und Zeichnungen)[8]
- 2016 Weida, Osterburg, Galerie im alten Schloss („Martin Jahn – Zeichnungen und Gouachen aus fünf Jahrzehnten“)[9]
- 2018 Potsdam, Urania („100 Jahre Bauhaus: Martin Jahn – Ein Potsdamer ‚Bauhäusler‘ der ersten Stunde“)[10]
- 2019 Gummersbach, Rathaus („Ein Bauhäusler in Gummersbach“, Ölbilder, Aquarelle und Zeichnungen)[11]
- 2019 Arnstadt, Neues Palais, Schlossmuseum („100 Jahre Bauhaus. Martin Jahn und Arnstadt“, ausgewählte Werke)[12]
- 2019 Bernau bei Berlin, Galerie Bernau (Doppelausstellung „Christa Jeitner – Martin Jahn“)[13]

## Belege und weiterführende Informationen